# Otonoe
Otonoe (яп. オトノエ отоноэ) — четвёртый студийный альбом японской группы Wagakki Band, выпущенный 25 апреля 2018 года. Является её последним релизом на лейбле Avex Trax. Запись вышла в пяти изданиях: на CD, два видеоиздания и два концертных издания в связке CD и DVD или Blu-ray. Концертные издания содержат выступление Wagakki Band Premium Symphonic Night ~ Live & Orchestra ~ in Osaka-jo Hall. Также был издан бокс-сет, включающий CD с инструментальными версиями песен, видеоиздания и концертные издания на DVD и Blu-ray.
В альбом вошла песня «Yukikage Boshi», которая использовалась дилерской сетью подержанных автомобилей Gulliver в новогоднем рекламном ролике при участии группы в 2018 году. «Sasameyuki» послужила закрывающей композицией аниме-сериала Holmes of Kyoto.
Альбом достиг 2-го места в чартах Oricon и Billboard. На 60-й церемонии Japan Record Awards в конце 2018 года Otonoe получил награду «Лучший альбом».

## Список композиций
| №                   | Название                                                                                                | Автор(ы)            | Длительность |
| ------------------- | --- | ------------------- | ------------ |
| 1.                  | «Sasameyuki» (細雪, «Мелкий снег»)                                                                      | Матия               | 3:57         |
| 2.                  | «Hakanaku mo Utsukushii no wa» (「儚くも美しいのは」, «Что такое эфемерное и прекрасное»)               | Матия               | 3:48         |
| 3.                  | «Yukikage Boshi» (雪影ぼうし, «Снежный силуэт»)                                                         | Юко Судзухана       | 3:38         |
| 4.                  | «Kimi ga Inai Machi» (君がいない街, «Город без тебя»)                                                   | Аса                 | 4:17         |
| 5.                  | «World Domination» («Мировое господство»)                                                               | Судзухана           | 3:23         |
| 6.                  | «Doppo» (独歩, «Одинокая прогулка»)                                                                     | Матия               | 4:00         |
| 7.                  | «Shizumanai Taiyo» (沈まない太陽, «Солнце, которое никогда не заходит»)                                 | Курона              | 4:30         |
| 8.                  | «Paradigm Shift» (パラダイムシフト, «Смена парадигм»)                                                   | Киёси Ибукуро       | 3:59         |
| 9.                  | «Kaze Tachinu» (風立ちぬ, «Ветер крепчает»)                                                             | Матия               | 4:08         |
| 10.                 | «Guren» (紅蓮, «Алый лотос»)                                                                            | Васаби              | 3:45         |
| 11.                 | «Sabaku no Komoriuta» (砂漠の子守唄, «Колыбельная пустыни»)                                             | Судзухана           | 5:51         |
| 12.                 | «Tenjo no Kanata» (天上ノ彼方, «За Небесами»)                                                           | Аса                 | 4:21         |
| 13.                 | «Okinotayu -Live Ver.-» (オキノタユウ-Live ver.-, «Альбатрос» [бонусная композиция, концертная версия]) | Матия               | 4:34         |
| Общая длительность: | Общая длительность:                                                                                     | Общая длительность: | 54:11        |

| №  | Название                                                     | Длительность |
| -- | ------------------------------------------------------------ | ------------ |
| 1. | «Yukikage Boshi» (видеоклип)                                 |              |
| 2. | «Sasameyuki» (видеоклип)                                     |              |
| 3. | «Sasameyuki (for Piano and Symphonic Orchestra)» (видеоклип) |              |
| 4. | «Sabaku no Komoriuta» (видеоклип)                            |              |
| 5. | «Sasameyuki» (закадровые съёмки)                             |              |
| 6. | «Sabaku no Komoriuta» (закадровые съёмки)                    |              |

| №  | Название | Автор(ы)  | Длительность |
| -- | --- | --------- | ------------ |
| 1. | «Overture for Piano and Symphonic Orchestra» |           |              |
| 2. | «Tori no Yo ni» (鳥のように, «Как птица») | Судзухана |              |
| 3. | «Hangeki no Yaiba» (反撃の刃, «Встречное лезвие») | Матия     |              |
| 4. | «Amenochi Kanjouron» (雨のち感情論, «Теория эмоций после дождя») | Судзухана |              |
| 5. | «Okinotayuu» | Матия     |              |
| 6. | «Ryusei» (流星, «Падающие звёзды») | Матия     |              |
| 7. | «Wagakki Band Premium Symphonic Night ~ Live & Orchestra ~ in Osaka-jo Hall Documentary» (｢和楽器バンド Premium Symphonic Night ～ライブ＆オーケストラ～ in 大阪城ホール｣ ドキュメント) |           |              |

## Участники записи
- Юко Судзухана — вокал
- Матия — гитара
- Бэни Нинагава — цугару-дзямисэн
- Киёси Ибукуро — кото
- Аса — бас-гитара
- Дайсукэ Каминага — сякухати
- Васаби — барабаны
- Курона — вадайко

## Чарты
| Чарт (2018)                                 | Высшая позиция |
| ------------------------------------------- | -------------- |
| Japanese Albums (Oricon)                    | 2              |
| Japan Hot Albums (Billboard Japan)          | 2              |
| Japanese Top Albums Sales (Billboard Japan) | 2              |